# 辛皮站
辛皮站（日语：／ Karakawa eki */?）是位於京都府宮津市小田，屬於WILLER TRAINS（京都丹後鐵道）的宮福線車站。車站編號為F11。

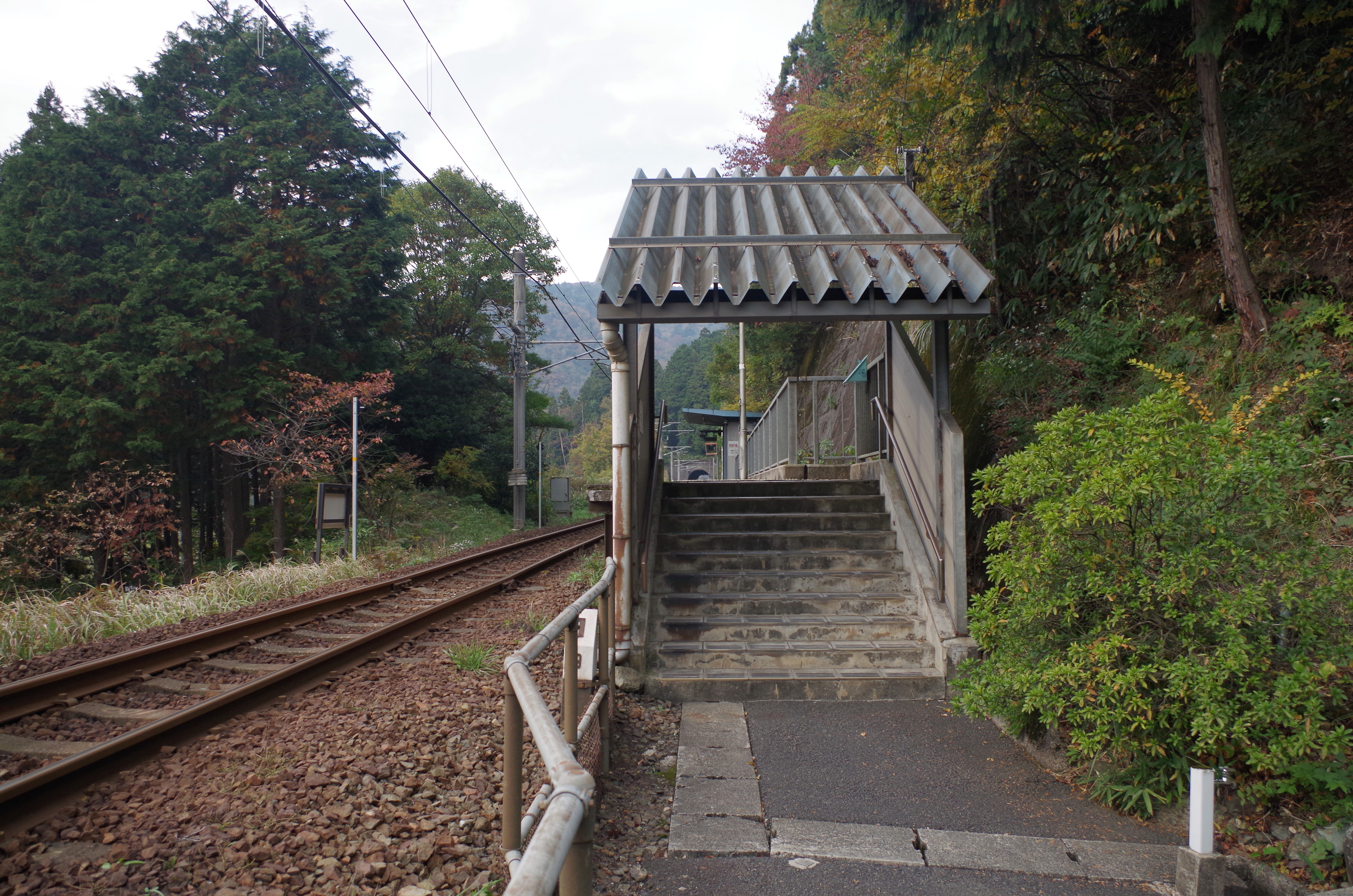
車站入口(2017年11月)

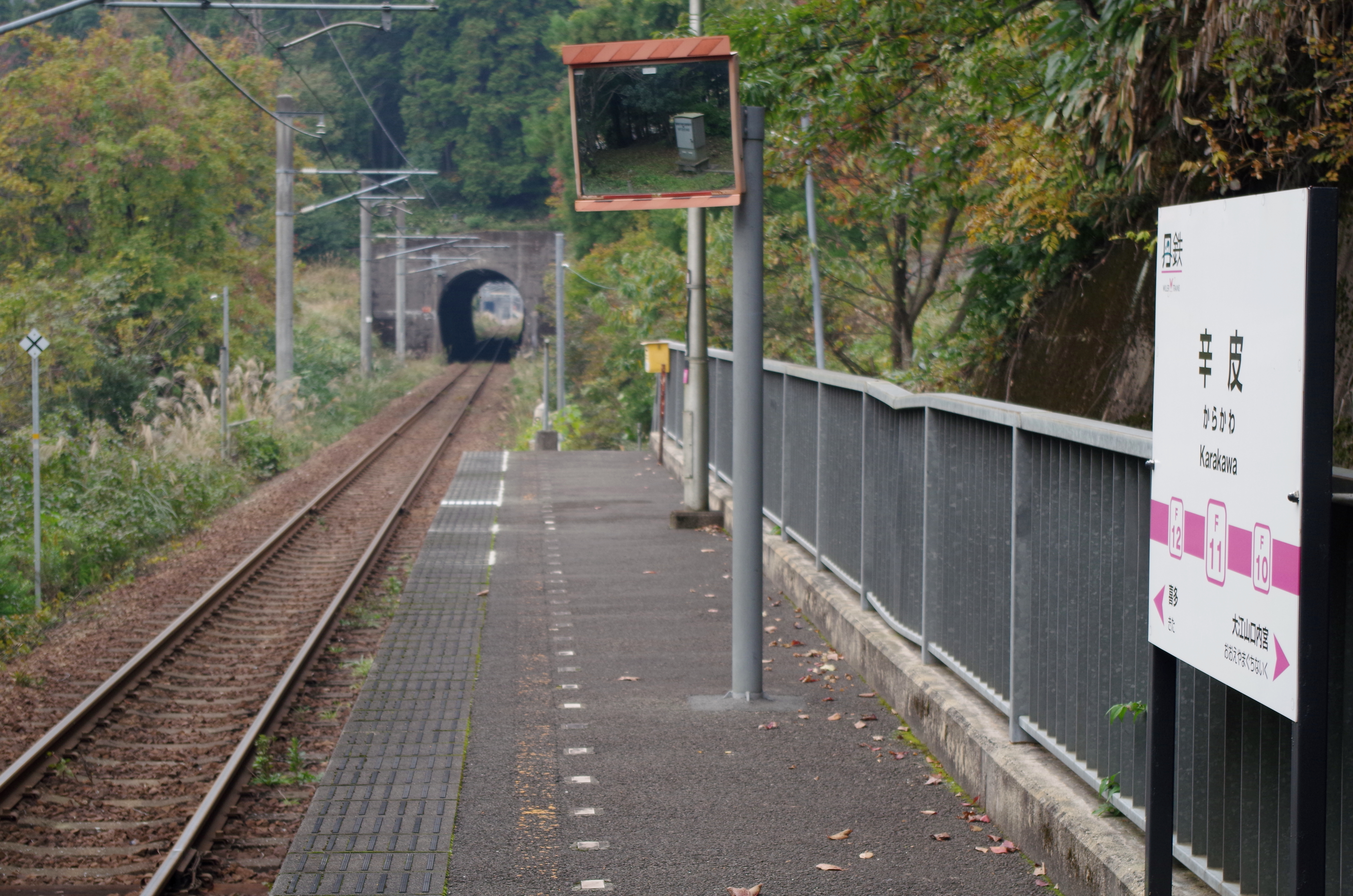
月台(2017年11月)

## 歷史
- 1988年（昭和63年）7月16日 - 宮福鐵道（現時：北近畿丹後鐵道）宮福線開通，此站啟用[1]。
- 2013年（平成25年）3月16日 - 實施時間表修正，黃昏前往福知山的一班快速列車停站。這是由於方便一對中學生兄妹放學時從宮津站前往此站[2]。停站的列車為快速「大江山」2號前往福知山站。
- 2015年（平成27年）4月1日 - 由WILLER TRAINS接管車站，成為京都丹後鐵道宮福線車站。
- 2017年 (平成29年) 3月4日 - 不再成為快速列車的停車站。快速「大江山4號」（宮津站於18時13分出發）前往福知山的班次通過此站。這是由於上述提及的中學生畢業，再沒有使用者使用該班次前往該站。

## 車站構造
本站是地面車站，設有1面1線單式月台，宮津方向的列車會開啟右邊車門。前往福知山方向和宮津方向的列車使用同一月台。由於本站沒有轉轍器和絶對信號機，因此被定義為停留所。月台南邊和北邊均設有出入口。此站是無人車站，沒有設置站房和自動售票機。

## 車站周邊
車站西邊設有由良川的分支檜川。在河川兩岸都是農田和稀疏居民。車站東邊是山脊和京都縱貫自動車道（綾部宮津道路）。

## 使用狀況
以下為近年1日平均乘車人次列表：
| 乘車人次變化 | 乘車人次變化    |
| 年度         | 1日平均乘車人次 |
| ------------ | --------------- |
| 1999         | 11              |
| 2000         | 5               |
| 2001         | 5               |
| 2002         | 5               |
| 2003         | 5               |
| 2004         | 3               |
| 2005         | 5               |
| 2006         | 0               |
| 2007         | 3               |
| 2008         | 3               |
| 2009         | 5               |
| 2010         | 5               |
| 2011         | 3               |
| 2012         | 3               |
| 2013         | 4               |
| 2014         | 3               |
| 2015         | 3               |
| 2016         | 3               |
| 2017         | 5               |
| 2018         | 3               |

## 相鄰車站
WILLER TRAINS（京都丹後鐵道）
宮福線
大江山口內宮（F10）－辛皮（F11）－喜多（F12）

## 注腳
1. 1 2  曾根悟（日语：曽根悟）（監修）. 朝日新聞出版分冊百科編集部（編集） , 编. . 週刊朝日百科. 14号 神戸電鉄・能勢電鉄・北条鉄道・北近畿タンゴ鉄道. 朝日新聞出版. 2011-06-19: 28 （日语）.
2. ↑  兄妹のため快速停車　宮津の駅「部活最後まで」（読売新聞 2013年2月22日） （页面存档备份，存于）（日語）
3. ↑  京都府統計書

## 外部連結
- 辛皮站 （页面存档备份，存于）（日語） - 京都丹後鐵道